# Кадејан (Кондом)
Кадејан (фр. Cadeilhan) насеље је и општина у јужној Француској у региону Миди Пирене, у департману Жерс која припада префектури Кондом.
По подацима из 2011. године у општини је живело 128 становника, а густина насељености је износила 15,18 становника/km². Општина се простире на површини од 8,43 km². Налази се на средњој надморској висини од 180 метара (максималној 194 m, а минималној 122 m).

## Демографија
| 1962. | 1968. | 1975. | 1982. | 1990. | 1999. | 2011. |
| ----- | ----- | ----- | ----- | ----- | ----- | ----- |
| 90    | 111   | 121   | 117   | 100   | 100   | 128   |

График промене броја становника у току последњих година